# 莫里森山 (沙克爾頓海岸)
84°12′S 168°40′E / 84.200°S 168.667°E
莫里森山是南極洲的山峰，位於沙克爾頓海岸，屬於亞歷山德拉皇后山脈的一部分，處於加拉德冰川和休森冰川之間，以美國海軍的上尉命名。